# アメリカ合衆国の独立
アメリカ合衆国の独立（アメリカがっしゅうこくのどくりつ）あるいはアメリカ革命（アメリカかくめい、英: American Revolution）、アメリカ独立革命（アメリカどくりつかくめい、英: American Independence Revolution）とは、代表的な市民革命の一つ。18世紀後半に北アメリカの13植民地が結束して宗主国であるイギリス（グレートブリテン王国）の植民地政策に抵抗し、アメリカ独立戦争を経て、当時までほとんど常識であった君主制を離れて、アメリカ合衆国という共和制国家を成立させた一連の出来事である。その後のフランス革命などにも大きな影響を与えた。

## 概要
この期間の中心となる出来事は、1775年から1783年のアメリカ独立戦争であり、さらにその中でも1776年のアメリカ独立宣言と1781年のヨークタウンの戦いにおけるアメリカ軍の勝利が特筆に値する。
フランスはアメリカの愛国派達に金と武器を供給し、イギリスに対する同盟を結成し、陸軍と海軍を派遣。ヨークタウンの戦いで戦争自体を終わらせ、独立戦争の鍵となる役割を演じた。しかし、アメリカ人は啓蒙思想哲学者の考え方の影響を強く受け、絶対君主制に反対していたので、フランス王政をアメリカ政府のモデルにはしなかった。
アメリカの独立は、アメリカの大衆に受け入れられた新しい共和制思想のような初期アメリカ社会で起こった一連の広く知的かつ社会的変化を伴った。植民地においては、政府における民主主義の役割について鋭い政治的議論があった。アメリカの共和制への移行と段階的な民主主義の拡大とは、伝統的な社会階層に混乱をもたらし、アメリカの政治的価値観の中核となる倫理観を創った。
独立への動きは、フランスからの軍事的脅威が無くなった1763年に始まったと言うことができる。イギリスは植民地を防衛する替わりに、植民地がそれに応じた費用を支払うべきという考えに立ち、一連の税金を課したが、これが不人気だった。また、植民地からは自分達の選んだ代表がイギリスの議会に出て発言する権利が無かったので、押しつけられた税法などの法律は無効だと考えた。ボストンで抗議行動を起こすと、イギリスは軍隊を送って封じようとし、植民地側は民兵を結集して1775年に戦いが始まった。アメリカ人の中にも王党派が15ないし20％はいたと考えられるが、戦争を通じて独立勢力が領土の80ないし90％を支配し続けた。イギリス軍は幾つかの港湾都市を奪るだけに留まった。　
1776年、13植民地の代表が会して全会一致でアメリカ独立宣言を採択し、アメリカ合衆国を設立した。1778年にはアメリカとフランスの同盟が成立し、陸軍も海軍も同等な兵力となった。1778年のサラトガの戦いと1781年のヨークタウンの戦いで2つのイギリス軍大部隊が降伏し、1783年のパリ条約で和平がなった。アメリカは、北はイギリス領カナダと、南はスペイン領フロリダと接し、西はミシシッピー川を境界とする広大な国となった。

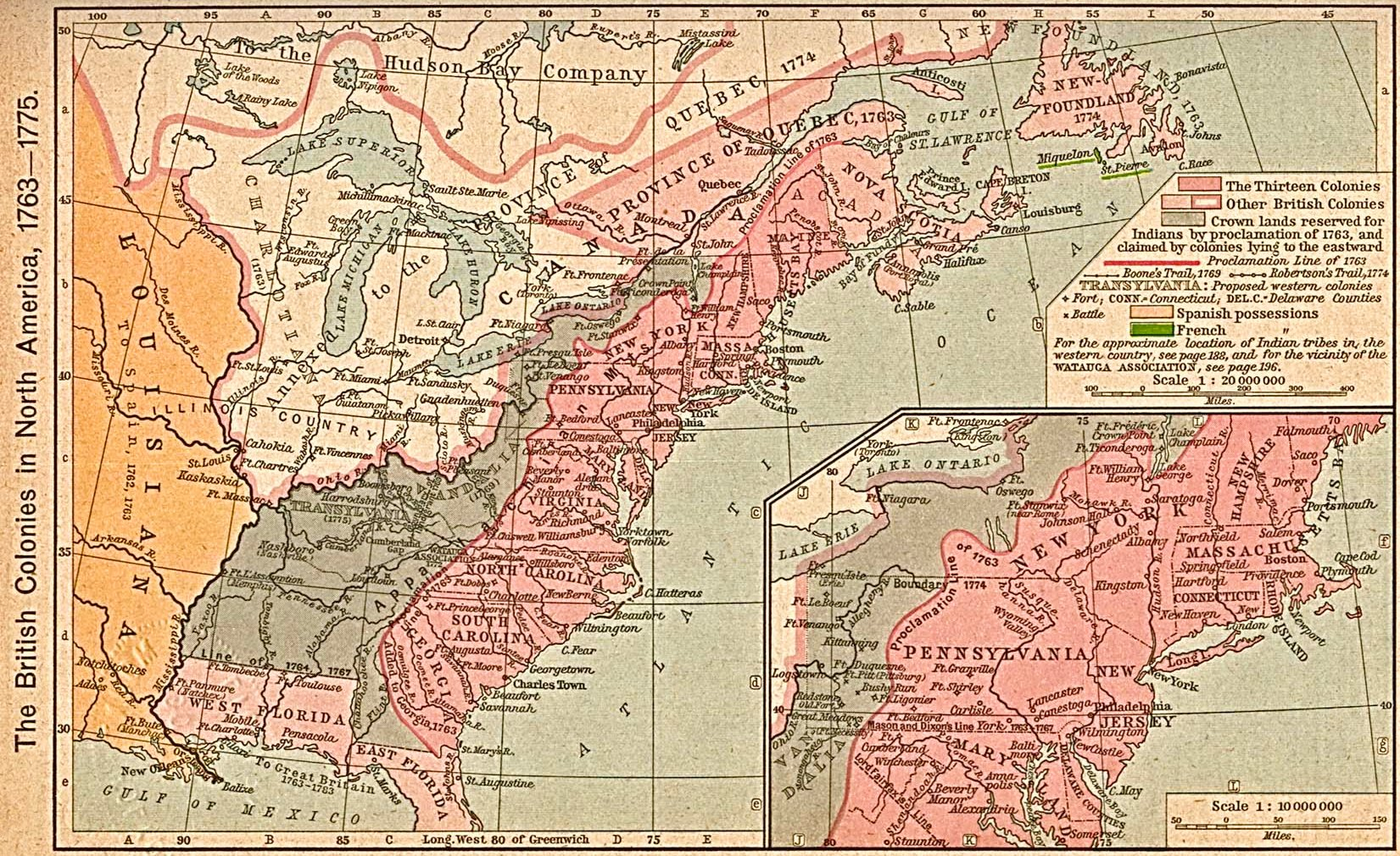
独立前の13植民地（桃色）

## アメリカ独立の原因

### 代表なくして課税なし
1763年までにイギリスは北アメリカの広大な領土を獲得した。13植民地に加えて22の小さな植民地が本国から指名された総督によって直接治められていた。七年戦争（アメリカではフレンチ・インディアン戦争）の勝利により、イギリスはヌーベルフランス（カナダ）、スペイン領フロリダおよびミシシッピ川から東の先住民族の土地を獲得した。1765年、植民地の者達はイギリス本国の住民が持つもの同じ歴史的な権利と義務の下に、イギリス王室に忠実な臣民であると考えていた。
イギリス政府は七年戦争でフランスから北アメリカを守り抜いたことで、それに要した費用を払うために植民地の住人に課税することを決めた。植民地の者達にとって税金が高いことは問題ではなかった（事実税率は低く、イギリス本国の市民が払っていた税金と比べれば特に低かった）。植民地の代表がイギリス議会で発言する権利がないまま、新税についても植民地に何の前もっての相談も無かったことが問題だった。「代表なくして課税なし」という言葉が多くのアメリカ人社会で囁かれるようになった。イギリスは植民地人が「事実上」代表を送っているとの論法であったが、大半の植民地人は、本国の人間は植民地で必要とされていることや置かれている状況について何も知らないので、植民地を代表しているわけではないとして、本国の考え方を拒絶した。
イギリスは理論上、帝国に利益をもたらすものは何でも（および他の帝国に損失を与えるものは）良い政策であるという、重商主義の原理に従った海洋法により、植民地の経済を牛耳っていた。植民地貿易は英国籍の船籍だけに限定された。この法には抜け道が多かったが長い間見過ごされてきた。しかし、際限の無い差押状を利用してこの法の厳格な運用が実行に移された。1761年、マサチューセッツの弁護士ジェイムズ・オーティスは、イギリスの憲法で保障されるはずの植民地人の権利を差押状が侵害していると主張した。オーティスは訴訟に敗れたが、ジョン・アダムズは後に「アメリカの独立はあの時、あの場で生まれた」と書き残した。
1762年、バージニアの弁護士パトリック・ヘンリーはバージニアで「人の大義」を論じた。バージニアの議会は法律を通すが、それには国王も投票権があった。ヘンリーは「国王が有益な性格の法を許可しないことで、人民の父であることから専制者に堕落し、忠実な臣民に対する全ての権利を失う」と言った。

### 印紙法に対する植民地の抗議の輪　1765年
1764年イギリス議会は砂糖法と通貨法を成立させ、植民地人をさらに当惑させることになった。これに対する抗議として組織的なイギリス製品のボイコットが行われた。イギリスは同じ年に「宿営法」を通すことにより植民地人に追い打ちを掛けた。これはイギリスの兵隊は特定地域の住民によって世話されるべきものとしていた。1765年に成立した印紙法はイギリスから植民地に課された最初の直接税であった。新聞、年鑑、パンフレットおよび公的文書などの印刷物は、それがトランプの札であっても印紙を貼ることが求められた。13植民地全てが激烈な抗議をし、バージニアのパトリック・ヘンリーやマサチューセッツのジェイムズ・オーティスのような人気のある指導者が大衆を反対意見でまとめた。「自由の息子達」と呼ばれる秘密結社が多くの町で作られ、印紙を売ろうとすれば暴力を使って脅したので、誰も法に従わなかった。ボストンの自由の息子達は副海事裁判所の記録文書を焼き、首席判事トマス・ハッチンソンの優美な屋敷を略奪した。幾つかの植民地政府が共同行動を提案し、1765年10月にニューヨーク市で開催された印紙法会議には9つの植民地から代表が集まった。中庸派のジョン・ディキンソンが「権利と不満の宣言」を書き上げ、代表なくして議会を通した課税案が古代からの権利を侵していると主張した。議論の重点はイギリス製品のボイコットにおかれ、植民地の輸入高は1764年の225万ポンドから1765年の194万ポンドに減った。ロッキンガム内閣が権力を握っていたイギリス議会では、印紙法を廃案にするか、あるいは強制するために軍隊を送るかという議論になった。ベンジャミン・フランクリンが雄弁にアメリカの事情を語った。植民地はフランスと先住民に対する一連の戦争で、イギリス帝国の防衛のために兵力、金を提供し、そして血を流した、その戦争の費用を払うために税金を課されることは不公平であり、反乱を呼ぶことになると論じた。議会は法の撤廃に同意したが、1766年の「宣言法」により「如何なる場合も」イギリス議会は植民地の法を作る絶対的な権利を保有すると主張した。
1770年3月5日、ボストンで群衆が集まって一群のイギリス兵を取り囲んだ。群衆の脅しはその程度を増していき、雪玉や瓦礫を兵士に投げつけ始めた。混乱の中でほとんど全員の兵士が群衆に向かって発砲した。11名が撃たれそのうち5名が死亡した。
この出来事は直ぐにボストン虐殺事件とよばれるようになった。虐殺の詳細が誇大に広く伝えられ植民地人の間に反英感情が広まった。この事件は特にマサチューセッツにおけるイギリスと植民地の間の関係を負の循環に巻き込んでいった。
1767年、イギリス政府はタウンゼンド諸法を通した。これは紙、ガラスおよび茶を含む日用必需品に対する課税を定めたものだった。植民地人は増税に怒りイギリス製品のボイコットを強めた。1773年、サミュエル・アダムズに指導されインディアン・モホーク族の扮装をした一群の男達がイギリスの茶を運んできた船に乗り移り、1万ポンドと見積もられた茶を船から海に投げ捨てた。この事件はボストン茶会事件と呼ばれるようになるが、アメリカの愛国者の伝承で重要な位置付けとなった。ただし、このときの茶税は1シリングから3ペンスに下げられたもので、決して税率上げではなかった。ことの根源は、1773年5月に定めた茶法で、イギリスが東インド会社の救済のために茶の輸入を独占し、密貿易を禁じたことであった。
イギリス政府は「耐え難き諸法」として知られる幾つかの法律を成立させて対抗した。この中には、その商品が破壊された茶商人を植民地が確認するまでボストン港を封鎖するという処置が含まれていた。言うまでもなく、これら耐え難き諸法はイギリスに対する植民地の世論を悪化させるだけであった。

### 自由主義と共和主義
ジョン・ロックの自由主義的考え方は独立革命の政治的根拠に大きな影響を及ぼした。例えば、ロックの「社会契約論」は、国の指導者がイギリス人の歴史ある権利を踏みにじった場合には、人々は指導者を打倒する自然の権利があるとしていた。歴史家によっては、アメリカにおけるジャン＝ジャック・ルソーの影響を見出す者もいる。州や国家の憲法を書くときに、アメリカ人はモンテスキューのイギリスの憲法に関する理想的にバランスされているという分析を用いた。
独立革命を推進した力は「共和主義」と呼ばれる政治理論をアメリカ人が持っていたことであり、1775年の植民地で圧倒的な力を持った。イギリスの「土地に根差した党派」は政治腐敗を恐れることを強調してイギリス政府を批判していたが、アメリカの政治家にも影響を与えた。植民地人は奢侈で世襲される貴族階級の「政府」に慣れていたが、これを徐々に非難するようになった。政治腐敗が考えられる最大の悪であり、市民の美徳は個人的な欲望よりも公的な義務を前面に押し出すために要求された。男は国のために戦う公的な義務があった。女性には「共和制の母」であることが理想となり、アビゲイル・アダムズやマーシー・オーティス・ウォーレンによって実行された。共和制の女性の最初の義務は子供達に共和制の価値観を教えることであり、贅沢や見栄を避けることであった。アメリカ合衆国建国の父と呼ばれるサミュエル・アダムズ、パトリック・ヘンリー、トマス・ペイン、ベンジャミン・フランクリン、ジョージ・ワシントン、トーマス・ジェファーソンおよびジョン・アダムズは共和主義の強い主唱者であった。

### 西部の土地紛争
イギリスは1763年宣言でアパラチア山脈を越えての植民地人の進出を規制していた。それにもかかわらず開拓者集団が西部への移住を続けた。宣言は間もなく修正され開拓者に対する障害とはならなくなったが、宣言が発行されたことと、自分達には何の相談も無く書かれたということが植民地人の怒りを買った。1774年のケベック法はケベックの境界をオハイオ川まで伸ばし、13植民地の要求を拒絶するものだった。しかし、この時までに植民地人はイギリスの新しい法律をほとんど無視するようになった。開拓者達は民兵を鍛え、戦争の準備をしていた。

### 危機　1772年-1775年

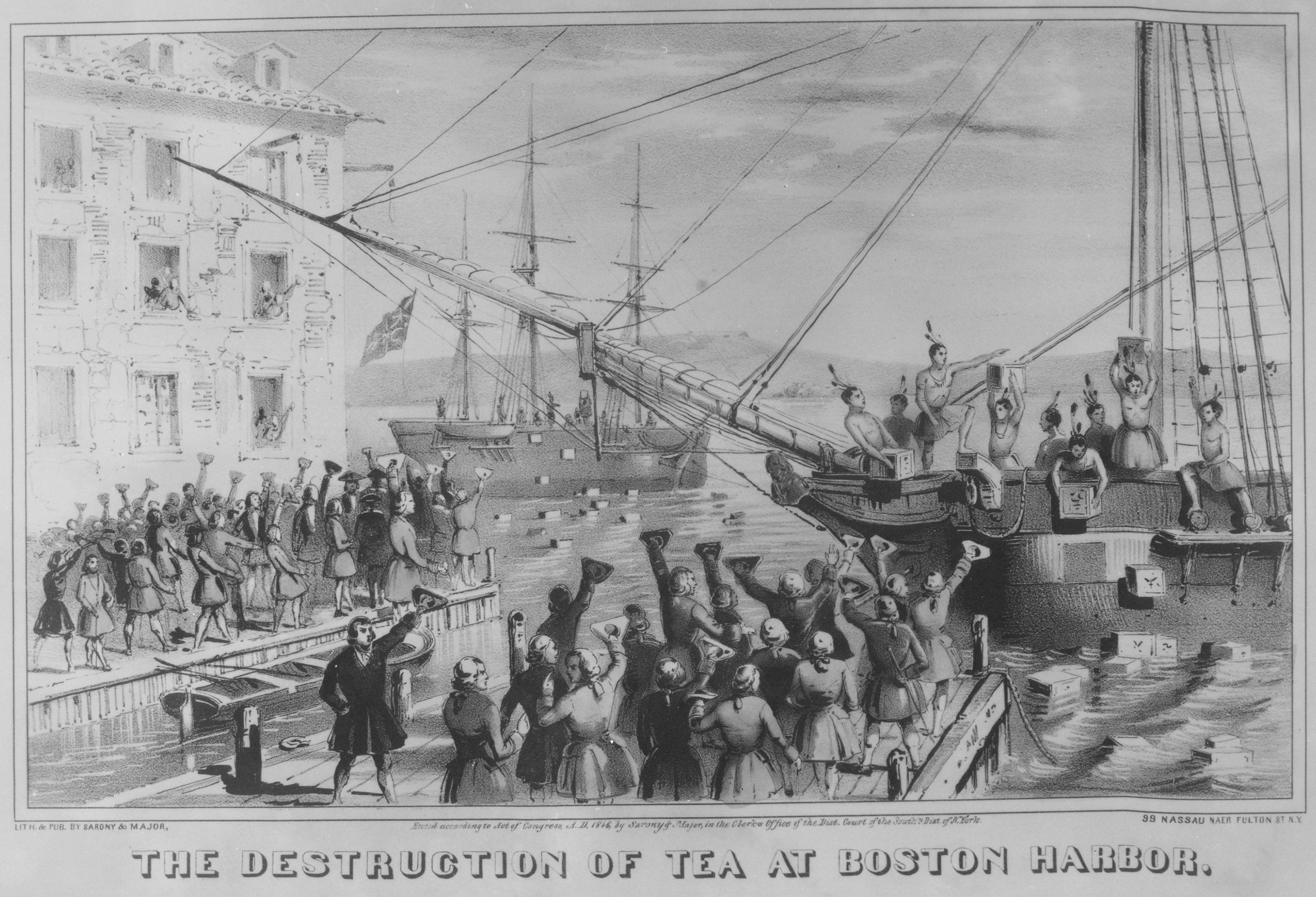
ボストン茶会事件

アメリカの独立には多くの原因があったが、一連の出来事が最終的には戦争勃発の引き金になった。1772年6月、ガスペー事件が起こった。不人気な貿易規制を活発に強制する活動を行っていたイギリスの艦船ガスペー号がアメリカの愛国者によって燃やされた。その後直ぐに、マサチューセッツのトマス・ハッチンソン知事は、知事と判事がロンドンから直接給与が払われていることを報告したが、これは植民地議会を無視するものであった。1772年遅く、サミュエル・アダムズは13植民地全体を繋ぐ通信委員会を新しく作り、革命勢力の政府となる枠組みを作った。1773年早く、最大の植民地であるバージニアがその通信員会を創設し、パトリック・ヘンリーやトーマス・ジェファーソンが任務にあたった。

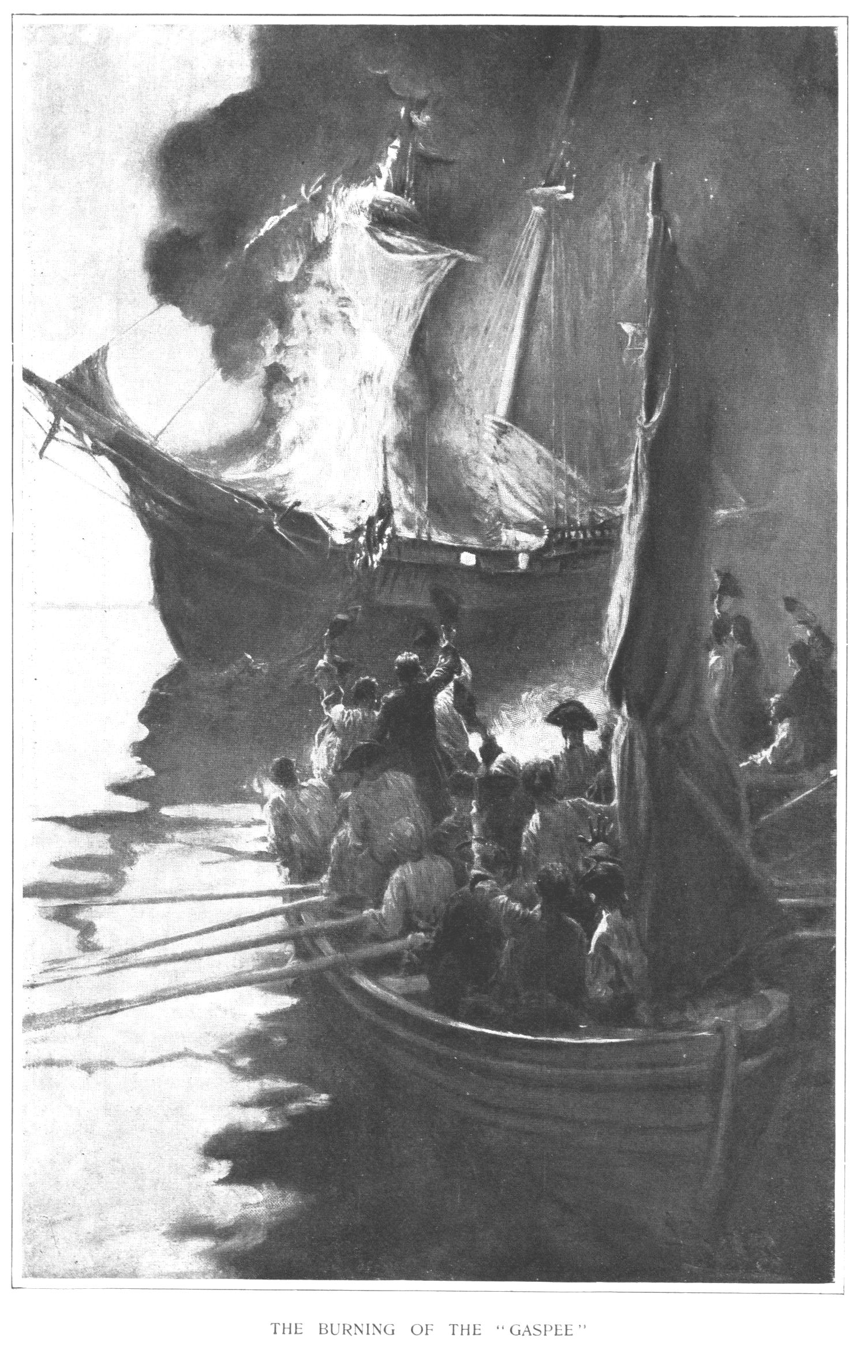
ガスペー号の焼き討ち

植民地人のいわゆる「耐え難き諸法」は、イギリス議会が法制化した4つの法律からできていた。1つ目は「マサチューセッツ統制法」であり、マサチューセッツに対する特許を修正し、町の集会を制限した。2つ目は「司法管理法」であり、イギリス兵が法廷に召喚されるとしても植民地ではなく、イギリス本国の法廷でということにされた。3つ目は「ボストン港法」であり、ボストン茶会事件で失われた茶の弁償が済むまでボストン港を封鎖することであった。ただし、茶の弁償は結局なされなかった。4つ目の法は1774年の「宿営法」であり、知事が使われていない建物をイギリス兵の宿舎に当てることを許可していた。1774年秋に開催された第一次大陸会議は「耐え難き諸法」が憲法に反しているという、いわゆるサフォーク決議を採択し、大衆には民兵の組織化を、マサチューセッツには愛国者の政府を作ることを要求した。
このことを受けて、特にマサチューセッツ統制法に対応するためにウースターの住民は土地の政庁舎の前で武装したピケを張り、イギリスの判事の入庁を拒んだ。同じような出来事が植民地中で起こった。イギリスは本国から増援隊を送ったが、その部隊が到着する前に、防御の厚いボストン市を除くマサチューセッツ植民地全体が地域の事情に関してはイギリスの統制から外れてしまった。

## レキシントンでの戦闘開始

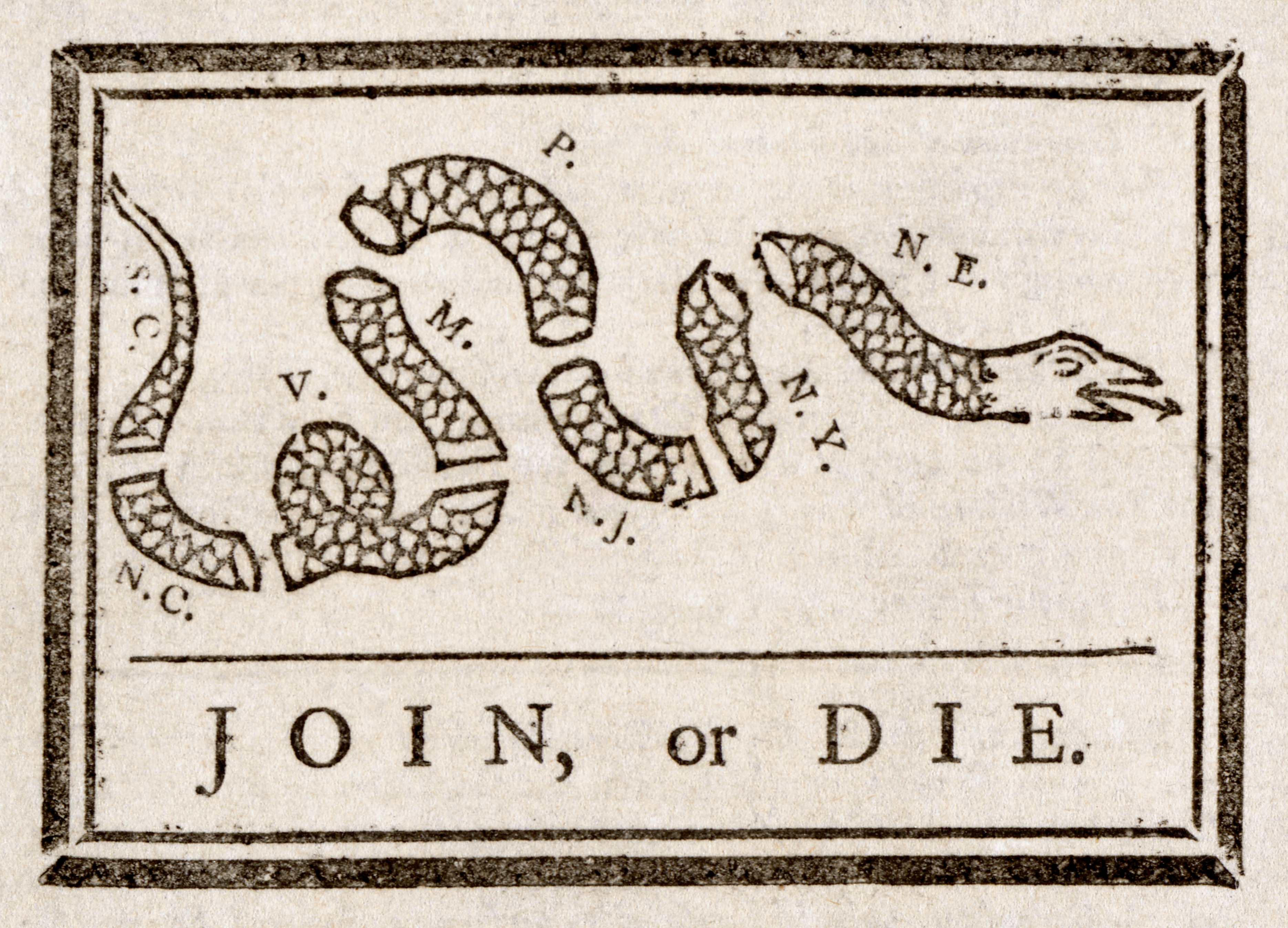
ベンジャミン・フランクリンによって作成された「戦いに加われ、さもなくば死を」の漫画。イギリスに対抗するために植民地の団結を繰り返し訴えた。

1775年4月19日、レキシントン・コンコードの戦いが起こった。これはイギリス軍が軍隊をマサチューセッツのコンコードに送って植民地の武器を押収し、反乱の指導者を逮捕しようとした時のことであった。これがアメリカ独立戦争の最初の戦いとなり、その知らせは瞬く間に13植民地中に広まり、植民地は民兵を召集してボストン包囲のために派遣した。6月17日にはバンカーヒルの戦いが起こった。1776年3月にジョージ・ワシントンを総司令官とした大陸軍は、イギリス軍をボストンから撤退させた。革命勢力は13植民地の全てを確保し独立を宣言する準備が整った。多くの王党派の存在があったが、1776年6月時点ではどこも支配してはいなかった。イギリスの役人も全て逃亡した。
第二次大陸会議が戦争の始まった後の1775年5月に招集された。大陸会議は大陸軍を創設し、和解のためにオリーブの枝請願をロンドンに送った。イギリス国王ジョージ3世はその受け取りを拒否し、その代わりに反乱状態を宣言して「裏切り者」に対する行動を要求した。この後1783年まで具体的な和平交渉は無かった。

## 愛国者、王党派および中立

### 愛国者＝革命勢力
革命勢力は当時「愛国者（パトリオット）」とか、「ホィッグ」、「会議派」、あるいは「アメリカ人」と呼ばれた。愛国者には社会的また経済的に幅広い階層の者が含まれていたが、アメリカ人の権利を守るという必要性については一体となっていた。戦後、ジョージ・ワシントン、ジェームズ・マディソン、ジョン・アダムズ、アレクサンダー・ハミルトンおよびジョン・ジェイといった愛国者は深く共和主義を信奉し、裕福で力強い国家の建設に邁進した。一方、パトリック・ヘンリー、ベンジャミン・フランクリンおよびトーマス・ジェファーソンといった愛国者は民主主義を推進力とし農業を基本として、大きな政治的平等性のもとに地域に分散した社会を望んだ。
「愛国者」という言葉は単に、アメリカの独立側に付いた植民地の人という意味合いで使われた。革命勢力を「愛国者」と呼ぶことは、長い歴史の慣習に立ったものであり、この時もそうであった。どちらかの側に付いているという偏見を表す意味合いは無かった。

### 王党派と中立
王党派の数については実際に計数する方法はないが、歴史家は植民地人の15％ないし25％は国王に忠実なままであったと見ている。当時の呼び方は「ロイヤリスト」、「トーリー」、あるいは「国王の人」であった。典型的な王党派は年長であり、進んで国王への忠誠を捨てようとはせず、多くはイングランド国教会との結びつきが強かった。ボストンのトマス・ハッチンソンのようにイギリス帝国との結びつきの強い事業を行う成功した商人が多かった。しかし、この戦争は突き詰めれば内戦であったので、同じ家族でも両派に分かれる場合があった。ベンジャミン・フランクリンの息子でニュージャージーの知事であったウィリアム・フランクリンは、戦争の全期間を通じて王党派の立場を崩さず、父との対話も途絶えた。アメリカに移民してきてから未だ日の浅い者は、完全にアメリカに同化して居らず、国王を支持する傾向があった。内陸に開拓者として入ったスコットランド人がこの例である。
高貴の生まれではなくて王党派であった顕著な例もあるが、その数は歴史家の推計の中には含まれていないと思われるものがある。その中でも代表的な例はアメリカの先住民族であり、アメリカ人は中立であってくれればと思っていたがこれを拒否することになった。多くの種族がイギリス帝国との同盟に動いた。地域の住民や指導者との提携を確保する動機付けが両派からなされていたが、植民地との交易に多くを頼っていた種族は革命勢力に付く傾向があった。ただし、政治的な要素も重要であった。王党派に付いた先住民族の指導者の中でも最も有名なのが、モホーク族の指導者ジョセフ・ブラントであり、ペンシルベニアやニューヨークの孤立した開拓地を襲って回った。しかし、1779年のサリバン遠征隊によってニューヨークから追い出され、王党派の先住民族はカナダへの移住を余儀なくされた。
他にも王党派に付いてはいたが、文献などに記録されていないのがアフリカ系アメリカ人奴隷であり、奴隷から解放してくれたお礼に、あるいは家族を守るため、ある場合には土地の特許を得るため（しばしばその約束は反故にされた）に積極的にイギリス軍に従軍した。戦争の進行に従ってこれら黒人王党派の多くがノバスコシア、西インド諸島などイギリス帝国のあちこちに移住し、今もその子孫が残っている。
少数民族は戦争の間中立に留まろうとしたが、その数は明らかでない。多くは目立たないことに徹した。しかし、特にペンシルベニアのクエーカー教徒は積極的に中立を宣言した重要な集団であった。革命勢力が独立を宣言した後で、イギリスとの取引を続けていたクエーカーは、イギリス支配を支持する者、革命勢力を批判する「扇動文書の考案者や著者」として革命勢力から攻撃を受けた。
戦後、王党派の大多数はアメリカに残り以前の暮らしに戻った。サミュエル・シーベリーのような人物は傑出したアメリカの指導者になった。10万人から25万人と見られる王党派がカナダ、イギリスあるいは西インド諸島に移住し、歴史上でも大きな移住の一つとなった。これはアメリカ植民地人口の5％程度となった。1783年に南部の王党派が西インド諸島に移住するとき、約75,000名の奴隷も伴って行った。西インド諸島ではアメリカより26年早く奴隷が解放された。

### 愛国者の中の階級による違い
20世紀初期のJ・フランクリン・ジェイムソンのような歴史家達は、愛国者側に付いた者の階級構成を調べ、独立革命の中で階級闘争があったという証拠を探した。しかし20世紀の後半では、歴史家の多くがそのような解釈を放棄して、その替わりに高い水準の理論的一体性を強調した。富裕な王党派が居れば貧乏な王党派もいたのと同じく、愛国者も様々な資産と背景の階層が混在するものであり、富裕で教育がある者は軍隊でも士官になる可能性が高かった。理論的な意見の一致がいつも優先された。愛国者はイギリスからの圧政や不当な税金からの解放、そして何よりもその固有の権利であると考えられることの確保のための手段として、独立を見なしていた。ほとんどの自作農、技能職人、商店主は愛国者側に付き、政治的な平等を求めた。これらの人々は特にペンシルベニアでは成功したが、ニューイングランドではそうでもなかった。ニューイングランドではジョン・アダムズがトマス・ペインの「コモン・センス」を「愚かな民主主義の発想」を提案していると言って攻撃していた。

### 女性

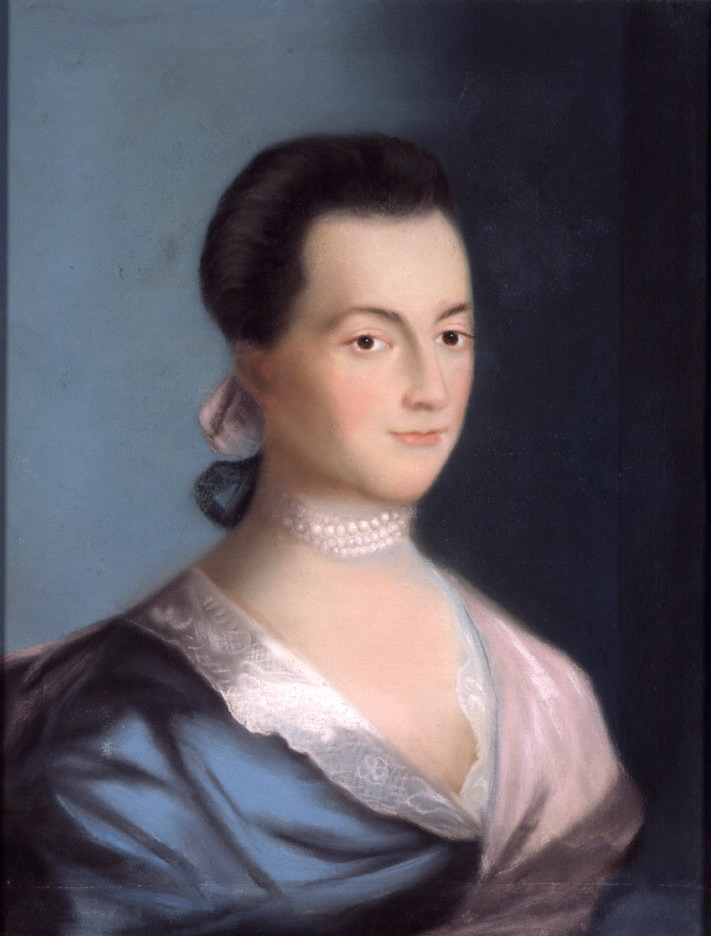
アビゲイル・アダムズ

あらゆるタイプの女性達が様々な方法でアメリカ独立に貢献した。男性と同じように参加した女性は両軍共にいた。イギリス系アメリカ人、アフリカ系アメリカ人および先住民族の女性は、同じように愛国者側あるいは王党派側に付いた。
革命勢力の公式の政治には女性が含まれていなかったが、政治、市民社会また家庭生活のあらゆる面に入ってきた戦争に直面した愛国者の女性には、通常の家庭内生活ですら政治的な意味合いを帯びてくるようになった。愛国者の女性はイギリス製品のボイコットに加わった。イギリス軍の情報を盗んだ。大陸軍に付いて歩き、洗濯をし、料理をして兵士の世話をした。秘密の伝令となったり、男装して実戦で戦ったりした。取り分け、自家にいる女性は軍隊とその家族を食べさせていくために農事作業を続けた。
イギリス製品のボイコットはアメリカの女性にとって意志をもって参加できることだった。ボイコットの対象は茶や衣類のような家庭の日用品であった。女性達は廃れて使われなくなっていた紡績機や機織り機に挑戦した。1769年、ボストンの女性達は4万枷の糸を生産した。ミドルタウンの180人の女性達は20,522ヤード (18,765 m)の布を織り上げた。 
政治的な忠誠心の危機は植民地アメリカ女性の社会的生活構造を破壊した。男性が国王に対する忠誠心を表明していようといまいと、階層、家庭および親交関係との絆を切り、女性を以前の繋がりから孤立させることになった。女性の夫に対する忠誠心は、昔は私的なことであったが、政治的な行動に変化し、特に夫が王党派のままである女性の場合は深刻な問題であった。
アフリカ系アメリカ人は、男も女も、アメリカ独立の謳い文句を自由と平等を約束するものとして理解した。この期待は実現されなかった。イギリスもアメリカも政府は従軍すれば解放すると約束し、多くの奴隷達が戦い、軍隊を支援することで生活を良くしていこうとした。しかし奴隷、解放を問わずアフリカ系アメリカ人女性に戦争は究極的には何の変化ももたらさなかった。独立達成後、北部で段階的な奴隷解放が起きたが、南部では奴隷制が拡がり、人種的な偏見に至っては新国家になってもどこでも見られるものであった。
先住民族にとっては、アメリカの独立は愛国主義でも独立でもなかった。多くの先住民族はヨーロッパ人の紛争に巻き込まれることに何の価値も見出せず、中立であろうとしたが、ほとんどの者がどちらかの側に付くことが求められた。戦争中、先住民族の集落はしばしば愛国者民兵の最初の攻撃目標にされ、時にはどちらの側に付いているかということも無視された。先住民族の女性達に戦争が与えた最も基本的な影響は、家、家族および農業生活の崩壊であった。

## 州憲法および国家憲法の策定
1776年の夏までに、愛国者は全ての領土と人民を掌握した。王党派は力を持たなかった。全13植民地はそれまでの政府を打倒し、法廷を閉め、イギリスの代理人や知事をその家から追い出した。規制の法体系の外にある代表者会議や「議会」に送る者を選んだ。イギリスから与えられていた勅許に替わる新しい憲法が各邦で求められた。そこは国であり、植民地ではなかった。
1776年1月5日、ニューハンプシャーは最初の州憲法を批准したが、これはアメリカ独立宣言署名の6ヶ月も前のことであった。続いて5月には、大陸会議の決議によりあらゆる形態のイギリスの権力を抑え、土地毎に作られる権力に置き換えられることになった。バージニア、サウスカロライナおよびニュージャージーが7月4日以前にそれぞれの憲法を策定した。ロードアイランドとコネチカットは単純にイギリスの勅許状を採用し、王室に言及するところを削除する方法を採った。
新しい邦々はどのような形態の政府を作るかを決める必要があったばかりでなく、どのようにして憲法を作る者を選ぶか、どのようにしてそれを批准するかを決めなければならなかった。富める者がその過程を支配した邦であるメリーランド、バージニア、デラウェア、ニューヨークおよびマサチューセッツでは、次のような特徴有る憲法ができた。
- 選挙権については十分な資産があること、被選挙権についてはさらに資産の基準が高いこと。ただし、ニューヨークおよびメリーランドは資産条件を低くした[19]。
- 二院制とし、上院には下院のチェック機能をもたせたこと。
- 強い知事、議会に対する拒否権と十分な任命権があること。
- 政府で複数の地位を占める個人に対して制限が無いか少ないこと。
- 国家宗教を継続したこと。

それほど裕福でもない者が組織してそれなりの力を持った邦、すなわちペンシルベニア、ニュージャージーおよびニューハンプシャーでは次のような条項のある憲法となった。
- 白人男性すべての参政権、あるいは選挙権や被選挙権に対する小さな財産資格を定めたこと。ニュージャージーは財産を持つ寡婦にも参政権を与えた。ただし、25年後に撤回された。ベンジャミン・ラッシュ
- 強い一院制議会であること。

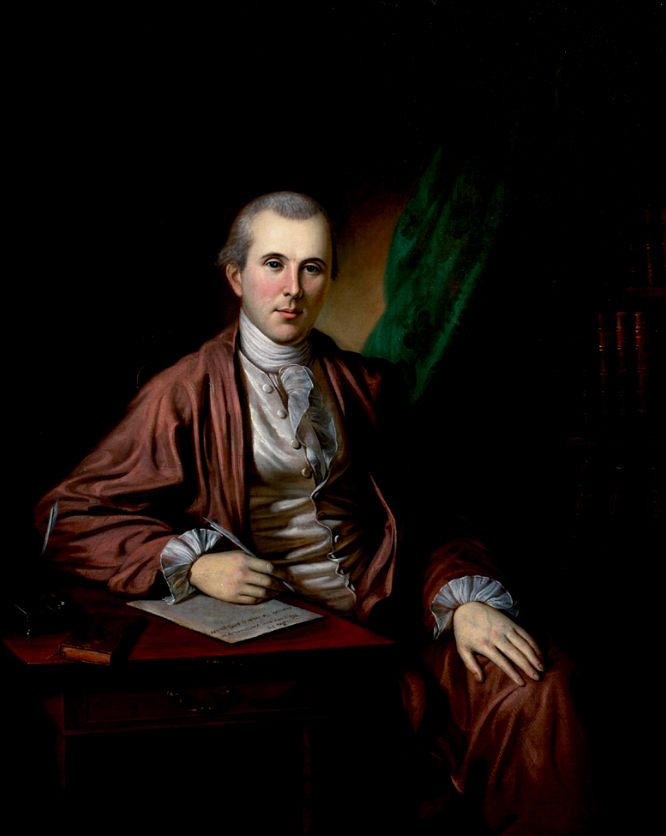
ベンジャミン・ラッシュ

- 比較的弱い知事の権力、拒否権無し、任命権も限られたこと。
- 個人が政府の複数の地位に就くことを禁じたこと。

ある邦の議会で保守派あるいは改革派のどちらが政権を取るかということは、力の無い側が温和しく結果を認めるということを意味するのではなかった。ペンシルベニア憲法の改革的条項はわずか14年間しか続かなかった。1790年、保守派が議会を制すると、新たに憲法制定会議を要求し、憲法を書き換えた。新しい憲法では白人男性の普通選挙を制限し、知事には拒否権を与え、任命権も与えた。また上院を追加して一院制議会の議員よりも被選挙権の資産条件を厳しくした。トマス・ペインはこの憲法をアメリカには相応しくないものと言った。

## 独立宣言　1776年

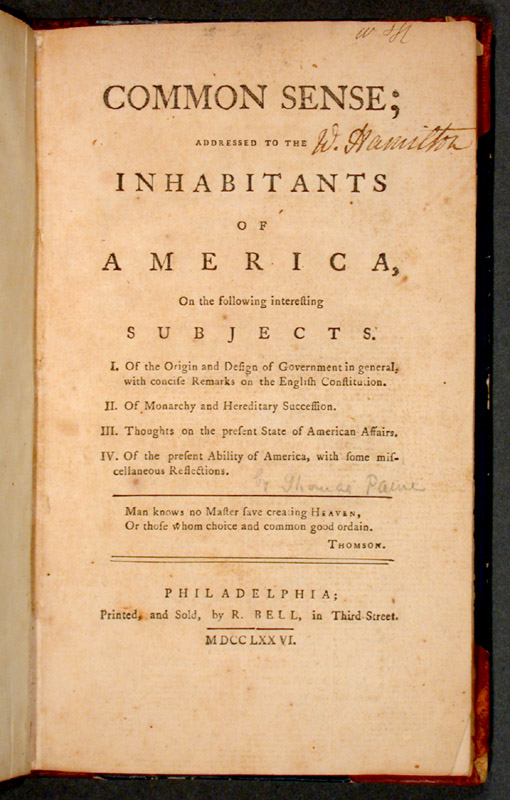
トマス・ペインのコモン・センス

1776年1月10日、トマス・ペインは「コモン・センス」という題の政治冊子を発行し、イギリスとの問題を解決する唯一の手段は共和制であり、イギリスからの独立であると訴えた。
7月2日、第二次大陸会議においてアメリカ独立宣言が批准された。戦争は既に1775年4月に始まっており、独立宣言が1年以上後の1776年7月であった。この時点まで植民地は和平の道を模索したが、全ての邦が独立を選んだ。
第二次大陸会議は1777年11月に連合規約を採択した。これはアメリカでも最初の政府に関する規定であり、主権国家としての邦々の緩い連合という形を採った。連合規約の各邦による批准のために、さらに3年間以上が費やされた。

## アメリカ独立戦争

### イギリスの反撃　1776年-1777年
イギリス軍は1776年8月に反撃に出て、独立戦争の中でも最大の会戦となったロングアイランドの戦いで、巣立ちして間もない大陸軍を打ち破った。結果的にニューヨーク市を占領し、ワシントン将軍を捕まえる寸前までいった。イギリス軍はニューヨーク市を政治の中心とし軍事基地として1783年まで保持し続けた。続いてニュージャージーまで侵攻したが、ワシントンはデラウェア川を渡っての急襲で、トレントンの戦いとプリンストンの戦いにおいてイギリス軍を破り、革命軍の息を吹き返させ、ニュージャージーも奪い返した。1777年、イギリス軍は2つの連携が取れていない遠征隊を発進させた。ニューヨーク市に本拠を置く軍隊はワシントンを破り、フィラデルフィアを陥れた。同時に侵攻したカナダに本拠を置く軍隊はニューイングランドを切り取ることを目指したが、進退に誤り、1777年10月にサラトガの戦いで降伏した。この勝利に気を強くしたフランスは、ベンジャミン・フランクリンが軍事同盟を画策していたことが功を奏し、1778年早くに公式にアメリカ側に付いて参戦した。後にスペインとオランダもフランスと同盟を結び、イギリスは大きな同盟国も無いままに単独で戦争を行うことになった。ヨーロッパでは武装中立同盟が成立し、イギリスの貿易は海上封鎖などで危機に瀕した。アメリカの戦線はイギリスにとって数ある戦線の一つに過ぎなくなった。
イギリスは敵国の同盟で相対的に低下した軍事力を背景に、ヘンリー・クリントンがフィラデルフィアを明け渡しニューヨークの補強に向かった。ワシントンは撤退するイギリス軍を阻止せんとしてモンマスの戦いを起こしたが、これが北部では最後の会戦となった。この戦いは勝敗が付かず、イギリス軍はうまくニューヨーク市まで撤退できた。北部の戦線は手詰まり状態となり、戦略的な焦点は南部に移った。

### イギリス軍の南部攻撃　1778年-1783年

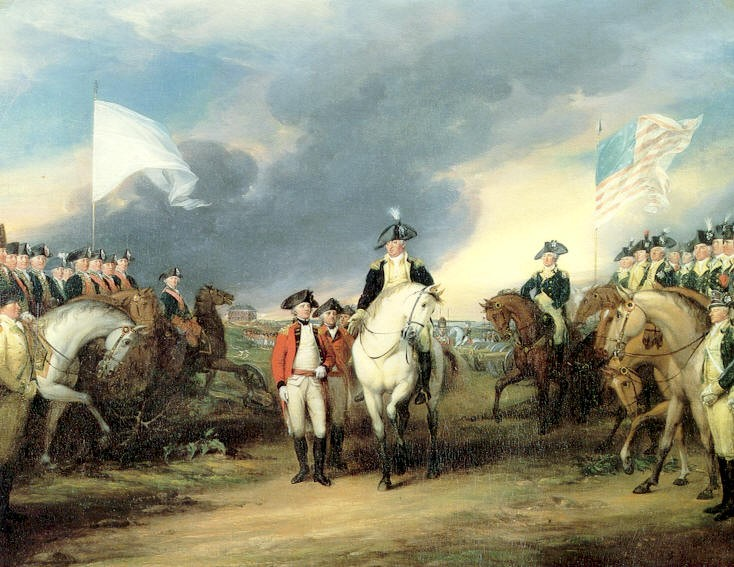
ヨークタウンでのコーンウォリス将軍の降伏。実質的な終戦の切っ掛けとなった。

1778年12月遅く、イギリスはジョージアのサバンナを占領し、北のサウスカロライナへ侵攻を開始した。ジョージアの北部はウィルクス軍におけるケトル・クリークの戦いで愛国者軍が勝利し、この期間も占領を免れた。イギリス軍はサウスカロライナのチャールストン占領に動き内陸部での砦のネットワークを作り上げた。この時点でイギリス軍は王党派の者達が英国旗の下に集まってくることを期待していた。しかし、十分な数の王党派が集まらないままに、イギリス軍はノースカロライナそしてバージニアへと進軍した。バージニアではイギリス艦隊と落ち合って救援されるものと考えていた。その期待していたイギリス艦隊はフランス艦隊に敗れた。ヨークタウンの戦いで身動きが取れなくなったイギリス軍は、アメリカ・フランス軍に包囲され、チャールズ・コーンウォリス将軍以下の全軍が1781年10月にワシントン軍に降伏した。イギリス王ジョージ3世は戦いの継続を望んだが、その支持者が議会での勢力を失い、戦争は実質的に終わった。1783年3月10日、ケープカナベラル沖で大陸海軍のジョン・バリー船長の指揮する連合船隊が、大陸軍の給与を奪おうとしたHMSシビル以下3隻のイギリス艦船と戦ったのが最後の海戦であった。

### 反逆問題
1775年8月、イギリス王はアメリカの革命勢力をイギリスに対する反逆者であると宣言した。イギリス政府は当初アメリカ軍捕虜を普通の犯罪者として扱うことから始めた。捕虜は監獄に入れられ、反逆罪で裁く準備が進められた。ジャーメイン卿とサンドウィッチ卿は特に熱心にこれを進めた。バンカーヒルの戦いで捕虜となった多くの者が疑いも無く絞首刑になるものと思われた。しかしイギリス政府は次段階、つまり反逆罪の裁判と刑の執行に進むことを躊躇った。アメリカには何万人にも及ぶ王党派がいて、アメリカの地で反逆罪で裁かれる危険性があった。イギリスはこれら王党派を使って戦いを展開する戦略を立てていた。1777年のサラトガでの降伏で、何千ものイギリス兵がアメリカ軍の捕虜となり人質という形になった。このためにアメリカ人捕虜は反逆罪で裁かれることはなくなり、監獄船という問題は残ったものの交戦国の戦闘員の権利に従って扱われることになった。1782年イギリス議会の立法により、反逆者ではなく戦争捕虜と公式に認められた。戦後、両軍は捕虜を解放した。

## パリでの和平条約　1783年
1783年、パリ条約と呼ばれるイギリスとの和平条約で、アメリカはミシシッピー川から東、五大湖の南の領土を獲得した。ただし、フロリダは含まれなかった。1783年9月3日、イギリスはスペインと別の条約を結び、フロリダをスペインに返還した。割譲された地域に住む先住民族は条約交渉の席におらず、アメリカに軍事的な敗北を喫するまで条約のことを認識していなかった。境界と負債の問題は1795年のジェイ条約まで解決されなかった。

## 戦争の後
アメリカ合衆国住人の5％すなわち王党派にとって、敗北は追放が伴うものであった。おそらくは10万人、最大でも25万人の王党派が新しくできた共和国を離れ、ケベック（イースタン・タウンシップに集中した）、プリンスエドワードアイランド、ノバスコシアなどの北アメリカに残されたイギリス植民地に移住した。アッパー・カナダ（現在のオンタリオ州）やニューブランズウィックの新しい植民地が移住者のために創られた。

### 世界に及ぼした影響
アメリカの独立は世襲の階級や地位が無い状態で始まった。ただし、そのようなものを作ろうという意図でシンシナティ協会が結成されて動いたが不首尾に終わった。独立獲得後、連邦党の反対があったにも拘わらず、マシュー・ライアンが主張したような真の民主的政治が実現可能となった。人民の権利が各邦の憲法に取り入れられた。かくして、アメリカの共和制の中核的価値観となる自由、個人の諸権利、平等および政治腐敗に対する敵意を広く保証することになった。ヨーロッパの古い秩序に正面から挑戦するということは、世襲制の政治権力に対する挑戦であり、統治は統治される者の同意の上に立っているという考えに挑戦するものであった。ヨーロッパの植民地帝国に対する革命が初めて成功したことは、他の多くの植民地人の模範となり、自分達も事態を打開して自治政府を打ち樹てることができると思わせるようになった。
1777年、モロッコはアメリカ合衆国のイギリスからの独立を最初に認めた国となった。この2カ国は10年後にモロッコ＝アメリカ友好条約を結んだ。1782年2月26日、ネーデルラント連邦共和国の7州の一つ、フリースラント州がアメリカの独立を認めた2番目の政体になった。この後の4月19日にはネーデルラント連邦共和国の議会が承認した。ジョン・アダムズは駐ハーグの初代アメリカ大使となった。
アメリカの独立は「大西洋革命」の最初の波となり、フランス革命、ハイチ革命およびラテンアメリカの解放戦争へと続いた。余波は1798年のアイルランド蜂起、ポーランド・リトアニア共和国やオランダの内乱にも及んだ。
アメリカの独立は特にイギリス、アイルランド、オランダおよびフランスに直接の強い衝撃をもたらした。イギリスやアイルランドのホィッグ党員はアメリカを支援する発言を繰り返した。多くのヨーロッパ諸国にとって古い体制を崩壊させる教訓になり（16世紀末のオランダの反乱や100年前のイギリス清教徒革命は別として）、フランス革命のときのラファイエットなどの活動に表された。アメリカ独立宣言はフランスの人間と市民の権利の宣言に影響を与えた。
アメリカの独立の影響はラテンアメリカで特に顕著であった。アメリカ合衆国を自由を打ち樹て決定的な反映を享受した植民地のモデルとして、各植民地が独立への闘争を始めた。ラテンアメリカの歴史家達はアメリカ合衆国をモデルとする多くの結びつきを指摘している。
アメリカ合衆国ではイギリスがその植民地全てで奴隷制を禁じた後も長く奴隷制を保持し続け、1865年まで続いた。アメリカの先住民族も悲惨な経過を辿った。イギリスの支配下では保護されていたものが、アメリカの下に入って以前の条約は反故にされ、その権利は侵害され、最後は土地を取り上げられた。

### 解釈
アメリカ独立の影響についての解釈は様々である。この多様さの中でも究極のものは、アメリカ独立は結局「革命」ではなくて、急速に植民地社会が変革されたわけではなく、遠くにあった政府が近くのものに置き換えられただけだという古い見解である。歴史家のバーナード・ベイリン、ゴードン・ウッドおよびエドムンド・モーガンなどによって提案された最近の見解は、人民の自然の権利や人民によって選ばれた法体系というような共和制の原則に対する信奉が深まるにつれ、世界の情勢に深い変化と十分な影響を与えた、特徴有るまた急進的な出来事であったとしている。

## 国家の負債
アメリカ独立後に国家が負った負債には3種類有る。最初のものは外国、特にフランスから借りた1100万ドルであった。2番目と3番目はそれぞれ約2400万ドルであり、戦争中の軍隊に食料、馬などの物資を売ったアメリカ人に対して国家および各邦政府が負っているものであった。大陸会議は新しい連邦政府が外国からの負債を償還することに同意した。その他に、戦争中、兵士、商人および農夫に対して、新しい憲法が政府を作って負債を払うということを認めさせて、発行した「約束手形」による負債もあった。各邦の戦費は総計で1億1400万ドルに上り、連邦政府の戦費は3700万ドルであった。1790年、合衆国議会は各邦の負債を海外、国内に拘わらず合算して8000万ドルを国家の負債とした。あらゆる者が戦時債権を額面通り受け取り、国の威信が保たれ信用が確立された。

### 参照作品
- Ian Barnes and Charles Royster. The Historical Atlas of the American Revolution (2000), maps and commentary
- Blanco, Richard. The American Revolution: An Encyclopedia 2 vol (1993), 1850 pages
- Boatner, Mark Mayo, III. Encyclopedia of the American Revolution. (1966); revised 1974. ISBN 0-8117-0578-1; new expanded edition 2006 ed. by Harold E. Selesky
- Fremont-Barnes, Gregory, and Richard A. Ryerson, eds. The Encyclopedia of the American Revolutionary War: A Political, Social, and Military History (ABC-CLIO 2006) 5 vol; 1000 entries by 150 experts, covering all topics
- Greene, Jack P.  and J. R. Pole, eds. The Blackwell Encyclopedia of the American Revolution (1994), 845pp; emphasis on political ideas; revised edition (2004) titled A Companion to the American Revolution
- Nash,  Lawrence Freedom Bound, in The Beaver: Canada's History Magazine. Feb/Mar., 2007, by Canada's National History Society. pp. 16–23. ISSN 0005-7517
- Purcell, L. Edward. Who Was Who in the American Revolution (1993); 1500 short biographies
- Resch, John P., ed. Americans at War: Society, Culture and the Homefront vol 1 (2005)

### 調査記録
- Bancroft, George. History of the United States of America, from the discovery of the American continent. (1854-78), vol 4-10 online edition
- Cogliano, Francis D. Revolutionary America, 1763-1815; A Political History (2000), British textbook
- Higginbotham, Don. The War of American Independence: Military Attitudes, Policies, and Practice, 1763-1789 (1983) Online in ACLS History E-book Project.  Comprehensive coverage of military and other aspects of the war.
- Jensen, Merrill. The Founding of a Nation: A History of the American Revolution 1763-1776. (2004)
- Bernhard Knollenberg, Growth of the American Revolution: 1766-1775 (2003) online edition
- Lecky, William Edward Hartpole. The American Revolution, 1763-1783 (1898), British perspective online edition
- Mackesy, Piers. The War for America: 1775-1783 (1992), British military study online edition
- Middlekauff, Robert.  The Glorious Cause: The American Revolution, 1763-1789 (1985) online edition
- Miller, John C. Triumph of Freedom, 1775-1783 (1948) online edition
- Miller, John C. Origins of the American Revolution (1943) online edition
- Wood, Gordon S. The American Revolution: A History (2003), short survey
- Wrong, George M. Washington and His Comrades in Arms: A Chronicle of the War of Independence (1921) online short survey by Canadian scholar

### 特別研究
- Bailyn, Bernard. The Ideological Origins of the American Revolution. Harvard University Press, 1967. ISBN 0-674-44301-2
- Becker, Carl. The Declaration of Independence: A Study on the History of Political Ideas (1922)online edition
- Samuel Flagg Bemis. The Diplomacy of the American Revolution (1935) online edition
- Berkin, Carol.Revolutionary Mothers: Women in the Struggle for America's Independence (2006)
- Breen, T. H. The Marketplace of Revolution: How Consumer Politics Shaped American Independence (2005)
- Crow, Jeffrey J. and Larry E. Tise, eds. The Southern Experience in the American Revolution (1978)
- Fischer, David Hackett. Washington's Crossing (2004), 1775 campaigns; Pulitzer prize
- Greene, Jack, ed. The Reinterpretation of the American Revolution (1968) collection of scholarly essays
- Kerber,  Linda K. Women of the Republic: Intellect and Ideology in Revolutionary America (1979)
- McCullough, David. 1776 (2005). ISBN 0-7432-2671-2
- Morris, Richard B. ed. The Era of the American revolution (1939); older scholarly essays
- Nash, Gary B. The Unknown American Revolution: The Unruly Birth of Democracy and the Struggle to Create America. (2005). ISBN 0-670-03420-7
- Nevins, Allan; The American States during and after the Revolution, 1775-1789 1927. online edition
- Norton, Mary Beth. Liberty's Daughters: The Revolutionary Experience of American Women, 1750-1800 (1980)
- Palmer, Robert R. The Age of the Democratic Revolution: A Political History of Europe and America, 1760-1800. vol 1 (1959) online edition
- Resch, John Phillips and Walter Sargent, eds. War And Society in the American Revolution: Mobilization And Home Fronts (2006)
- Rothbard, Murray, Conceived in Liberty (2000), Volume III: Advance to Revolution, 1760-1775 and Volume IV: The Revolutionary War, 1775-1784. ISBN 0-945466-26-9.
- Shankman, Andrew.  Crucible of American Democracy: The Struggle to Fuse Egalitarianism and Capitalism in Jeffersonian Pennsylvania. University Press of Kansas, 2004.
- Van Tyne, Claude Halstead. American Loyalists: The Loyalists in the American Revolution (1902)
- Volo, James M. and Dorothy Denneen Volo. Daily Life during the American Revolution (2003)
- Wahlke, John C. ed. The Causes of the American Revolution (1967) readings
- Wood, Gordon S. The Radicalism of the American Revolution: How a Revolution Transformed a Monarchical Society into a Democratic One Unlike Any That Had Ever Existed.  Alfred A. Knopf, 1992.

### 一次資料
- The American Revolution: Writings  from the War of Independence (2001), Library of America, 880pp
- Commager, Henry Steele and Morris, Richard B., eds. The Spirit of 'Seventy-Six: The Story of the American Revolution As Told by Participants (1975) (ISBN 0-06-010834-7) short excerpts from hundreds of official and unofficial primary sources
- Humphrey; Carol Sue, ed. The Revolutionary Era: Primary Documents on Events from 1776 to 1800 Greenwood Press, 2003
- Morison, Samuel E. ed. Sources and Documents Illustrating the American Revolution, 1764-1788, and the Formation of the Federal Constitution (1923). 370 pp online version
- Tansill, Charles C. ed.; Documents Illustrative of the Formation of the Union of the American States. Govt. Print. Office. (1927). 1124 pages online version
- Martin Kallich and Andrew MacLeish, eds. The American Revolution through British eyes (1962) primary documents

### その他の学術的資料
- Googleスカラー (2022), "American Independence Revolution", Google LLC